# Slaktywizm
Slaktywizm (również slacktywizm, ang. slacktivism, od slack – leń, wałkoń i activism – aktywizm) – odnosi się do aktywizmu politycznego bądź społecznego, który nie powoduje istotnych praktycznych skutków, a jedynie przyczynia się do samozadowolenia osoby biorącej udział. Działania uznawane za slaktywizm zwykle są bardzo proste i nie wymagają zaangażowania od uczestników.
Slaktywizm obejmuje takie działania jak podpisywanie internetowych petycji, przyłączanie się do organizacji bez uczestnictwa w ich działalności statutowej, kopiowanie statusów i postów, zmiana informacji osobistych czy awatarów na portalach społecznościowych.
Pomysł slaktywizmu stał się także obiektem zainteresowania naukowców w świetle współczesnego aktywizmu społecznego, ponieważ rosnąca popularność portali społecznościowych powoduje coraz powszechniejsze wykorzystanie ich w celu ułatwienia zaangażowania obywatelskiego.
Według Wspólnego Programu Narodów Zjednoczonych Zwalczania HIV i AIDS (UNAIDS) slaktywizm zakłada, że ludzie, którzy pozornie wspierają działalność jakiejś organizacji wykonując bardzo proste czynności, nie są tak naprawdę zaangażowani i zdolni do poświęceń w celu osiągnięcia pożądanych efektów.

## Krytyka i obrona slaktywizmu
Pomimo pejoratywnego wydźwięku pojęcia slactywizm badania przeprowadzone przez Georgetown University wskazują, że tak zwani slaktywiści są „bardziej predysponowani do podjęcia działań prowadzących do realnych skutków” niż reszta społeczeństwa. Slaktywiści uczestniczą ponad dwukrotnie częściej w niewirtualnej działalności niż ludzie niezainteresowani aktywizmem internetowym, a ich działalność „ma większy potencjał wywarcia wpływu na pozostałych uczestników społeczeństwa” (niż osób nie zaangażowanych). Wśród korzyści płynących ze slaktywizmu wymieniane jest tworzenie bezpiecznego, niedrogiego, efektywnego i ekologicznego środka komunikacji. Slaktywiści, nazywani przez niektórych „społecznościowymi czempionami”, łączą zaangażowanie w media społecznościowe z gotowością do reakcji, wykorzystując transparentność prowadzonych przez siebie rozmów do wywierania wpływu na ekonomiczne, socjalne i polityczne działania.
Publicysta Andrew Leonard rozwija tę myśl i przekonuje, ze choć proces produkcji smartfonów jest zaprzeczeniem podstawowych standardów praw człowieka, to warto ich używać, ponieważ technologia której dostarczają może być wykorzystana jako środek wywierania nacisku na zmianę metod ich produkcji. Możliwość szybkiej globalnej komunikacji umożliwia rozpowszechnianie wiedzy na temat warunków pracy jakie korporacje produkujące smartfony zapewniają swoim pracownikom oraz wpływie tej masowej produkcji na globalizację. Leonard twierdzi, że telefony i tablety mogą być efektywnymi narzędziami zmiany tej problematycznej sytuacji poprzez slaktywizm, ponieważ umożliwiają rozpowszechnianie informacji, wpłacanie datków i bardziej efektywną komunikację opinii na istotne tematy.
Sceptycy slaktywizmu zauważają, że błędnie zakłada on, iż wszystkie problemy mogą być z powodzeniem rozwiązane poprzez aktywność mediów społecznościowych. O ile dla lokalnych problemów może okazać się to prawdą, w przypadku kwestii o zasięgu globalnym slaktywizm zwykle jest nieefektywny. W 2009 roku na antenie radia NPR padło pytanie zadane przez Morozova czy „korzyść marketingowa uzyskana dzięki większej zależności od nowych mediów jest warta strat organizacyjnych, które odczuwają tradycyjni aktywiści, jako że zwykli ludzie w efekcie zaczynają odchodzić od konwencjonalnych (i udowodnionych jako skutecznych) form aktywizmu”.
Krytyka slaktywizmu często wynika z założenia, że działalność prowadzona przez internet nie jest efektywna i że przyczynia się do zmniejszenia bądź całkowitego zarzucenia zaangażowania slaktywistów w niewirtualną działalność w danej dziedzinie. Wiele badań dotyczących tego zjawiska koncentruje się jedynie na pojedynczych przypadkach bądź kampaniach, co czyni oszacowanie jaki procent akcji prowadzonych przez media społecznościowe osiągnął pierwotnie założone cele wyjątkowo trudnym. Co więcej, badania te zwykle koncentrują się na aktywizmie w kontekście demokracji i swobód obywatelskich, podczas gdy w wielu krajach na świecie publiczne poparcie, odpowiedź na zaproszenie lub opublikowanie awatara lub sloganu na profilu w portalu społecznościowym mogą zostać odebrane jako zachowanie wrogie systemowi. Tym samym krytyka slaktywimu oparta na zachodniej mentalności pomniejsza jego znaczenie w kontekście represyjnej polityki. Dziennikarka Courtney C. Radsch dowodzi, że slaktywizm pomimo niskiego poziomu zaangażowania był ważną formą aktywizmu społecznego dla arabskiej młodzieży przed oraz podczas Arabskiej wiosny, ponieważ był formą wypowiedzi wolnej od cenzury oraz był zdolny przyciągnąć uwagę i zaangażować media głównego nurtu. Potęga mediów społecznościowych polega na tym, iż są one źródłem informacji powielanych w mediach tradycyjnych. Badania wskazują, że „obawy przed działalnością wirtualną wypierającą realne niewirtualne zaangażowanie są bezpodstawne”, ponieważ statystycznie nie ma ona ani negatywnego ani pozytywnego wpływu na tradycyjne zaangażowanie w życie polityczne.
Malcolm Gladwell w swoim artykule w New York Timesa z października 2010 roku ostro skrytykował tych którzy porównują „rewolucję” w mediach społecznościowych z rzeczywistym aktywizmem. Argumentował, że współczesne kampanie rozgrywające się w mediach społecznościowych nie mogą być porównywane z ryzykownym niewirtualnym aktywizmem, używając jako przykładu protestów w Greensboro. Historyk Robert Darnton podsumował problem tymi słowy: „cuda współczesnej technologii komunikacji wywołały fałszywe poczucie na temat przeszłości – że komunikacja nie ma historii lub, że w jej historii nie zdarzyło się nic wartego uwagi przed pojawieniem się telewizji oraz internetu”.
W odpowiedzi na tę krytykę Mirani stwierdził, że Gladwell ma rację w sytuacji gdy aktywizm zdefiniujemy jako podejmowanie bezpośrednich działań takich jak konfrontacje na ulicach. Jednakże jeśli uznamy, że aktywizm ma na celu podnieść świadomość i zmienić mentalność ludzi, a także wpłynąć na opinie na dany temat na całym świecie, to rewolucja w rzeczywistości odbywa się na Twitterze, przy użycu hasztagów oraz na YouTube. W marcu 2012 roku w artykule Financial Timesa na temat przemocy w Ugandzie wywołanej przez Armię Bożego Oporu Matthew Green napisał, że slaktywizm wywołany filmem na ten temat „Kony 2012” osiągnął więcej dzięki temu 30-minutowemu nagraniu niż udało się osiągnąć oddziałom dyplomatów, pracowników NGO czy dziennikarzy w przeciągu 26 lat, odkąd konflikt się rozpoczął”.
Badania z 2011 roku obejmujące niewielką grupę studentów wykazały istnienie jedynie niewielkiej korelacji pomiędzy studentami angażującymi się w aktywizm polityczny na facebooku a studentami aktywnie udzielającymi się w niewirtualnym środowisku. Ci studenci, którzy zajmowali się aktywizmem politycznym wybierali formy niewymagające zaangażowania np. jak pisanie komentarzy w internecie, potwierdzając tym samym słuszność modelu teoretycznego slaktywizmu. Część autorów pozytywnie ocenia możliwości slaktywizmu zauważając równocześnie niebezpieczeństwa czyhające na protestujących przy użyciu internetu. Zeynep Tufekci, wykładowca University of North Carolina oraz pracownica Berkman Center for Internet & Society w serii badań Berkman Luncheon Series poddała analizie możliwość wywierania wpływu przez slaktywizm na działania podjęte przez grupę dotyczące różnych ruchów społecznych. Badaczka przyznaje, że internetowy aktywizm jest potężnym narzędziem do budowy mentalnej przestrzeni potrzebnej do rozwoju protestu. Zauważa także, że zwiększonej perspektywie budowy protestu towarzyszy zmniejszone prawdopodobieństwo podjęcia realnych działań, ponieważ slaktywizm stroni od rozwijania protestu w kierunku podjęcia czynności niezbędnych do osiągnięcia pożądanych zmian.

## Rodzaje slaktywizmu

### Kliktywizm
Kliktywizm to określenie angażowania w działalność społeczno-polityczną za pośrednictwem internetu, zwłaszcza mediów społecznościowych. Pozwala to organizacjom na określenie popularności ich działań poprzez śledzenie liczby kliknięć swojej petycji lub innej formy protestu. Dla przykładu, brytyjska grupa UK Uncut wykorzystuje Twittera oraz inne strony www w celu organizacji protestów i bezpośrednich akcji przeciwko firmom oskarżonym o unikanie płacenia podatków. Ta odmiana slaktywizmu zastępuje jedynie dotychczasowe środki komunikacji pomiędzy członkami protestu i pociąga za sobą niewirtualny protest.
Kliktywizm może być także używany w stosunku do działań, których całość zamyka się w internecie; takich jak podpisywanie internetowych petycji lub wysyłanie e-maili do polityków lub dyrektorów przedsiębiorstw.
Krytycy kliktywizmu uważają, że to nowe zjawisko sprawia, że ruchy społeczne przypominają kampanie reklamowe w których informacje są kontrolowane, liczba kliknięć jest rejestrowana i często przeprowadzane są testy A/B. W celu poprawienia statystyk komunikaty są redukowane i upraszczane. W efekcie powoduje to, że akcje społeczne zostają zredukowane do listy adresów e-mail, zamiast społeczności zaangażowanych ludzi.

### Działalność charytatywna
Slaktywizm charytatywny polega na udzielaniu wsparcia przy minimalnym wysiłku uczestniczącej jednostki. Przykładem takiej działalności może być publikowanie statusów na Facebooku o określonej treści wspierającej daną akcję, polubienie na Facebooku strony organizacji charytatywnej, publikowanie lub powielanie na Twitterze apelów organizacji charytatywnej o wsparcie, podpisywanie internetowych petycji oraz publikowanie i udostępnianie nagrań wideo na serwisie YouTube. Przykładem może być kampania Kony 2012, która opanowała media w marcu 2012.
Przykładami niewirtualnego slaktywizmu charytatywnego mogą być charytatywne branzoletki lub akcesoria z napisami wspierającymi daną akcję, naklejki na zderzaki i darowizny przekazywane przez telefon.
Termin slaktywizm jest także często używany w stosunku do reakcji światowych mediów (także społecznościowych) na trzęsienie ziemi na Haiti w 2010 roku. Czerwony krzyż zdołał zebrać 5 milionów dolarów w przeciągu 2 dni poprzez charytatywne wiadomości SMS. Media społecznościowe były wykorzystywane do rozpowszechniania informacji o trzęsieniu. Dzień po tragedii CNN podało informację, że cztery z najpopularniejszych tematów Twittera dotyczyły trzęsienia na Haiti.

### Zakup produktów, z których część dochodu przeznaczana jest na działalność charytatywną
Jednym z rodzajów slaktywizmu jest kupowanie produktów, z których część dochodu przeznaczana jest na określoną działalność charytatywną. Przykładem może być kampania Czerwonego Krzyża, oferująca czerwone wersje popularnych produktów opatrzone swoim logiem, z których część dochodu przekazywano na walkę z AIDS.
Slaktywiści mogą także kupować produkty określonej firmy ponieważ zwykle przeznacza ona pieniądze na działalność dobroczynną.

### Slaktywizm polityczny
Pewne formy slaktywizmu mają motywację polityczną; na przykład zdobycie poparcia dla kampanii prezydenckiej lub zebranie podpisów pod internetową petycją mającą na celu wpłynięcie na decyzję rządu w danej sprawie.
Strona zajmująca się petycjami online Change.org ogłosiła, że w kwietniu 2011 roku została zaatakowana przez chińskich hakerów, w wyniku czego zawiesiła tymczasowo działalność. Zdaniem administracji Change.org fakt, że hakerzy „czuli potrzebę zatrzymania działalności strony musi być postrzegane jako spuścizna ich sukcesu i potwierdzenie słuszności pewnej szczególnej petycji: Wezwania do uwolnienia Ai Weiwei”. Ai Weiwei, znany aktywista zajmujący się prawami człowieka został aresztowany przez władze chińskie w kwietniu 2011 roku; uwolniony 22 czerwca 2011, co jest przypisywane Change.org jako sukces kampanii internetowej oraz petycji domagającej się uwolnienia artysty.

### Sympatia
Slaktywizm polegający na demonstrowaniu sympatii jest obserwowany w mediach społecznościowych, jak np. Facebook, gdzie użytkownicy mogą polubić strony w celu okazania wsparcia danej sprawie.
Przykładem tego typu slaktywizmu jest kampania pod tytułem „Vi Gillar Olika” (pol. Lubimy odmiennych) przeprowadzona przez szwedzką gazetę Aftonbladet’s. Kampania miała na celu walkę z ksenofobią i rasizmem, co było przedmiotem intensywnej dyskusji publicznej w Szwecji w 2010 roku. Głównym symbolem kampanii była otwarta dłoń z napisem „Vi Gillar Olika”.
Innym przykładem jest akcja przeprowadzona przy użyciu Facebooka, gdzie po tragicznych wydarzeniach w Norwegii w 2011 roku w wyniku których 77 ludzi zostało zamordowanych, użytkownicy umieszczali norweską flagę na udostępnionych przez siebie zdjęciach. Akcja ta zwróciła uwagę szwedzkiej partii UKP, która zachęcała swoich wyborców do umieszczenia flagi na swoich profilach.